# Type 97 (fucile anticarro)
Il Type 97 (九七式自動砲?, Kyūnana-shiki jidōhō) è stato un fucile anticarro giapponese usato durante la seconda guerra sino-giapponese e la seconda guerra mondiale. Il nome deriva dalle ultime due cifre dell'anno nel quale fu accettato in servizio, ovvero il 2597 secondo il calendario imperiale giapponese, corrispondente al 1937 del calendario gregoriano.

## Produzione e impiego operativo
Sviluppato nel corso degli anni trenta e approvato dalle alte sfere militari nel 1937, il fucile Type 97 fu prodotto a lento ritmo sino al 1945, totalizzando 1 200 esemplari.
All'inizio della guerra nell'Oceano Pacifico il Type 97 dimostrò eccellenti prestazioni contro autoblindo, carri armati leggeri quali l'M3/M5 Stuart e fortificazioni campali provvisorie. L'introduzione e rapida diffusione del carro medio M4 Sherman decretò però un netto calo nell'adopero del fucile, che infatti divenne sporadico sia per i parametri di penetrazione insufficienti, sia per le oggettive difficoltà di utilizzo. Ciononostante rimase in prima linea impiegato in ruoli strettamente difensivi sulle spiagge, risultando utile nel fermare mezzi da sbarco di non grandi dimensioni come gli LCVP.

## Caratteristiche tecniche
Il Type 97 aveva una canna lunga 1250 mm, una contenuta altezza di circa 41,91 cm e pesava 50 chili quando scarico e 54,36 chili quando era pronto al fuoco o, ancora, 59 chili come afferma una terza fonte. Accessori standard erano uno scudo protettivo, che era possibile aggiungere davanti al caricatore, e due paia di maniglie da trasporto sagomate a "U": quando erano tutti montati il sistema arrivava a pesare ben 68 chili, oltre a divenire più visibile. Solitamente il fucile era trasportato in battaglia da quattro persone tra operatore e addetti alle varie parti rimovibili.
Il ciclo di fuoco iniziava ad otturatore aperto: premuto il grilletto il portaotturatore scattava in avanti e ingaggiava, mediante una camma appositamente intagliata nel suo pieno, un cuneo a scorrimento verticale disposto al margine inferiore dell'otturatore stesso; il cuneo era forzato verso l'alto dalla camma e impegnava una scanalatura ricavata nel castello, così da sigillare la camera di scoppio, mantenere fermo l'otturatore e permettere lo sparo della cartuccia. Dopo lo sparo una parte dei gas di combustione era spillata dalla cima della volata e spingeva indietro due piccoli pistoni, locati in due incamiciature sotto la canna e solidali al portaotturatore: in questo modo il cuneo era svicolato e ricadeva nella sua posizione originale, lasciando liberi otturatore e portaotturatore di rinculare all'indietro. La forza generata durante le operazioni di fuoco era notevole e infatti canna, castello e l'azione furono progettati per essere sospinti contro la culla e comprimere un paracolpi a molla. Sempre nell'ottica di diminuire la potenza dei gas espulsi fu aggiunto un freno di bocca all'apice della volata.
L'alimentazione era garantita da un caricatore a scatola inserito superiormente e contenente sette cartucce 20 × 125 mm Type 97, un calibro che non si riscontrava in nessuno dei fucili anticarro degli eserciti contemporanei: erano disponibili munizioni perforanti, incendiarie, ad alto esplosivo e da esercitazione (le prime due anche traccianti). Il puntamento avveniva allineando l'alzo posteriore a tamburo, graduato ogni 100 metri fino a un massimo di 1 000 metri, a una tacca di mira disassata e sporgente dal margine anteriore del castello. Come sostegni per il puntamento e anche per il fuoco erano presenti un bipiede pieghevole, vincolato dietro la canna, e un piccolo monopode appena dietro l'impugnatura a pistola; il rinculo del fucile rimaneva comunque violento e poco gestibile da parte del soldato giapponese medio. Particolare interessante per la tipologia d'arma, era presente un selettore per il fuoco semiautomatico oppure automatico, sebbene quest'ultima opzione fosse di scarsa praticità e rendesse il tiro assai impreciso; con la prima modalità il rateo di fuoco raggiungeva i dodici colpi al minuto. Una fonte invece smentisce l'esistenza del selettore e afferma che era possibile sparare solo in automatico.
La velocità iniziale raggiunta dal proiettile è controversa: infatti le varie fonti riportano che fosse pari a 610 m/s, 750 m/s o ancora 762 m/s. Con l'uso di cartucce perforanti il Type 97 trapassava una piastra verticale di 30 mm da 250 metri/350 metri, spessore che diminuiva a 20 mm se sparava da 700 metri.

## Derivati
Dal Type 97 furono sviluppati due cannoni automatici montabili su aeromobili, l'Ho-1 su affusto mobile e l'Ho-3 su affusto fisso.